# Jane Reumert
Jane Reumert, född 1942 i Gentofte, död 2016, var en dansk keramiker.
Reumert verkade sedan 1960-talet som keramiker. Hon fann inspiration i naturen och i kalligrafi. Som ung konstnär nämnde hon att hon var intresserad av naturen och särskilt fåglar, och dessa motiv finns i hennes produktion fram till 2000-talet. Under senare delen av 1980-talet började Reumert arbeta med porslin och gjorde tunna, saltglaserade vaser och skålar. Hon visade ofta sin konst på träställningar för att skapa en illusion om de var flytande. 1994 vann hon Torsten och Wanja Söderbergs pris. 2012–2014 visades hennes konst på Nationalmuseums utställning Slow Art i Stockholm och Paris samt flera andra svenska städer. Reumert finns representerad i Nationalmuseums samlingar.  
Grundade 1964 Strandstaede keramik i Köpenhamn tillsammans med keramikerna Beate Andersen och Gunhild Aaberg. 
Reumert var gift med konstnären Bo Bonfils.